# Martin Aigner
Martin Aigner (Linz, 28 de fevereiro de 1942 – 11 de outubro de 2023) foi um matemático austríaco. Escreveu com Günter Matthias Ziegler um livro de provas matemáticas chamado Provas conforme O Livro.

## Obras
- Kombinatorik. Springer, Berlim/Heidelberg/New York
  - Grundlagen und Zähltheorie. 1975, ISBN 3-540-07463-5
  - Matroide und Transversaltheorie. 1976, ISBN 3-540-07949-1
  - englische Ausgabe: Combinatorial theory. 1979, ISBN 3-540-90376-3; 1997, ISBN 3-540-61787-6
- com Dieter Jungnickel (Hrsg.): Geometries and groups. Proceedings of a colloquium, held at the Freie Universität Berlin, May 1981. Springer, Berlin/Heidelberg/New York 1981, ISBN 3-540-11166-2 (Festschrift für Hanfried Lenz)
- Graphentheorie. Eine Entwicklung aus dem 4-Farben-Problem. Teubner, Stuttgart 1984, ISBN 3-519-02068-8
- Combinatorial search. Teubner, Stuttgart 1988, ISBN 3-519-02109-9
- Diskrete Mathematik. Mit über 500 Übungsaufgaben. Vieweg, Braunschweig/Wiesbaden 1993, ISBN 3-528-07268-7; 6. korrigierte Auflage ebd. 2006, ISBN 3-8348-0084-8
- com Günter M. Ziegler: Proofs from the book. Springer, Berlim [u.a.] 1998, ISBN 3-540-63698-6
  - Das Buch der Beweise. Springer, Berlin [u.a.] 2002, ISBN 3-540-42535-7; 2004, ISBN 3-540-40185-7
    - Gottes geheimes Werk, Rezension von Wolfgang Blum in der Zeit, 25/2002
- com Ehrhard Behrends (Eds.): Alles Mathematik. Von Pythagoras bis zum CD-Player. Vieweg, Braunschweig/Wiesbaden 2000, ISBN 3-528-03131-X; 2. erweiterte Auflage ebd. 2002, ISBN 3-528-13131-4; 3. überarbeitete Auflage: Vieweg + Teubner, Wiesbaden 2009, ISBN 978-3-8348-0416-7
- A Course in Enumeration. Springer, Berlin/Heidelberg/New York 2007, ISBN 3-540-39032-4